# محمية راور الطبيعية
محمية راور الطبيعية هي محمية طبيعية نرويجية تقع في بلدية فريدريكستاد في مقاطعة فيكن .

## وصف
تقع المحمية الطبيعية في جزيرة Rauer حيث نجد أيضًا حصن راوي .
تبلغ مساحة المنطقة حوالي 0,9 كيلومتر مربع وتقع على الشواطئ الغربية للجزيرة حيث توجد نتوءات صخرية تشكلت بسبب تآكل البحر. تعد الجزيرة أيضًا جزءًا من صدع أوسلو . الغابة الموجودة داخل الشاطئ من النوع النفضي العريض الأوراق . هناك أيضًا أشجار البلوط القديمة جدًا هناك ، وقد مات أكبرها في الفترة 1997-1999.

## انظر كذلك